# اللاسلطوية: مقدمة قصيرة جدا
اللاسلطوية: مقدمة قصيرة جدا (بالإنجليزية: Anarchism: A Very Short Introduction) كتاب لأستاذ السياسة الاجتماعية كولين وارد Colin Ward صدر كجزء من سلسلة مقدمات قصيرة جدا عن مطبعة جامعة أكسفورد (باللغة الإنجليزية) في أول يناير 2004 في 125 صفحة، وصدرت الترجمة العربية عن مؤسسة هنداوي عام 2014 في 108 صفحة.
عادةً ما تستحضر كلمة «اللاسلطوية» في الذهن صورًا للاحتجاج العنيف ضد الحكومات، ومؤخرًا أصبحت تستحضر صورًا للمظاهرات الغاضبة ضد كيانات على غرار البنك الدولي وصندوق النقد الدولي. لكن هل اللاسلطوية مرتبطة حتمًا بالفوضى والاضطرابات العنيفة؟ وهل اللاسلطويين ملتزمون بأيديولوجية متسقة؟ وما مفهوم اللاسلطوية تحديدًا؟
في هذه المقدمة القصيرة جدًّا يتناول كولين وارد اللاسلطوية من وجهات نظر متعددة: نظرية وتاريخية ودولية، وكذلك من خلال استكشاف كتابات أهم المفكرين اللاسلطويين، من كروبوتكين إلى تشومسكي. وأيًّا كان الاتجاه السياسي للقارئ، فإن الطرح الذي يقدمه المؤلف يضمن له فهمًا أفضل بكثير لمفهوم اللاسلطوية.

## محتوى الكتاب
تصدير - تعريفات وروَّاد - لحظات ثورية - دول ومجتمعات وسقوط الاشتراكية - إضعاف القومية والأصولية - احتواء الانحراف السلوكي وتحرير العمل - الحرية في التعليم - استجابة الفرديين - ثورات هادئة - الأجندة الفيدرالية - طموحات بيئية ومستقبل لاسلطوي - المراجع - قراءات إضافية.

## مقتطفات من الكتاب
تصدير
اللاسلطوية هي أيديولوجية اجتماعية وسياسية، وهي دائمًا ما تعاود الظهور - رغم تاريخٍ من الخيبة - في مظهر جديد أو في بلد جديد، مضيفةً فصلًا آخر إلى تاريخها، أو بُعدًا آخر إلى نطاقها.
في عام 1962 ألَّف جورج وودكوك كتابًا يتكون من 470 صفحة بعنوان «اللاسلطوية»، وقد أصبح هذا الكتاب - بعد إعادة طبعه باستمرار كأحد إصدارات دار بنجوين للنشر، وترجمته إلى عدة لغات - على الأرجح أكثر الكتب قراءةً في هذا الموضوع على مستوى العالم. وظل وودكوك يكتب سلسلة من الملاحق التحديثية حتى وفاته عام 1995.
وفي عام 1992 ألَّف بيتر مارشال كتابًا مكوَّنًا من أكثر من 700 صفحة بعنوان «المطالبة بالمستحيل: تاريخ اللاسلطوية» (إصدار دار هاربر كولينز) والذي بدا أن نجاحه قد تجاوز الكتاب السابق من حيث مبيعاته العالمية. شعر وودكوك بالراحة كثيرًا، وكتب يقول: «صار أمامي الآن كتاب يمكنني أن أوجِّه القراء إليه عندما يسألونني متى أنوي أن أحدِّث كتابي «اللاسلطوية».» ومثل جميع قراء بيتر مارشال الآخرين، شعرت بالامتنان الشديد لقدرته على تلخيص الأفكار المعقدة وعلى استكشافه مجاهل تاريخ اللاسلطوية.
على مدار عقود، كنت عندما أريد البحث عن حقيقة أو رأي أتصل بنيكولاس وولتر، الذي تُوُفِّيَ عام 2000. أجد قيمة حقيقية في كُتيِّبه الصغير البسيط «عن اللاسلطوية»، الذي يعتبر جزءًا من الإبداعات العالمية في الدراسات اللاسلطوية، ويُباع هذا الكتاب في دار فريدم بريس في لندن.
كانت مهمتي هي الانتقاء؛ مجرد محاولة أُعرِّف من خلالها القارئ بالأفكار اللاسلطوية في كلمات قليلة للغاية، وأشير بها إلى مصادر إضافية. وفي مجال ثري كهذا، فإن ما سلطت الضوء عليه هو من اختياري أنا وحدي.
كولين وارد
فبراير 2004 
تعريفات وروَّاد
كلمة anarchy مشتقة من الكلمة اليونانية anarkhia التي تعني ضد السلطة أو دون حاكم، وقد استُخدمَتْ بمعنًى ازدرائي حتى عام 1840، عندما استعملها بيير جوزيف برودون لوصف ايديولوجيته السياسية والاجتماعية. ادَّعى برودون أن التنظيم من دون سلطة أمر وارد، بل هو أمر مرغوب. ومع تطور الأفكار السياسية، يمكن النظر إلى اللاسلطوية باعتبارها التصور النهائي لكلٍّ من الليبرالية والاشتراكية، ويمكن أن ننسب الفروع المختلفة للفكر اللاسلطوي إلى أيٍّ من هاتين الأيديولوجيتين.
من الناحية التاريخية، نشأت اللاسلطوية؛ ليس فقط كتفسير للفجوة بين الأغنياء والفقراء في أي مجتمع، ولا كتفسير لسبب اضطرار الفقراء إلى الصراع من أجل نصيبهم من الملكية العامة، ولكن كإجابة متطرفة للسؤال «ما الخطأ الذي وقع؟» الذي أعقب النتيجة النهائية للثورة الفرنسية. فقد انتهت؛ ليس فقط بحكم إرهابي وظهور طبقة حاكمة حديثة الثراء، ولكن أيضًا بإمبراطور جديد محبوب - نابليون بونابرت - يختال في أرجاء مناطق فتوحاته.
كان اللاسلطويون وأسلافهم منتمين لا ريب إلى التيار اليساري بتأكيدهم على أن العمال والفلاحين - بعد انتهازهم الفرصة التي لاحت لهم لإنهاء قرون من الاستغلال والاستبداد - قد تعرَّضوا حتمًا للخيانة من الطبقة السياسية الجديدة، التي كانت أولويتها الأولى هي إعادة تأسيس دولة مركزية. وفي أعقاب كل انتفاضة ثورية - والتي غالبًا ما يدفع المواطنون العاديون ثمن نجاحها غاليًا - لا يتردد الحكام الجدد في اللجوء إلى العنف والترهيب والشرطة السرية والجيش النظامي لفرض هيمنتهم.
في نظر اللاسلطويين، الدولة نفسها هي العدو، وقد طبقوا التفسير نفسه مع نتيجة كل ثورة في القرنين التاسع عشر والعشرين. سبب هذا ليس فقط أن كل دولة تراقب المنشقِّين عنها وتُعاقبهم أحيانًا، بل لأن كل دولة تحمي امتيازات ذوي النفوذ.
كان الاتجاه السائد في الدعاية اللاسلطوية على مدار أكثر من قرن هو الشيوعية اللاسلطوية، والتي تنادي بأن ملكية الأرض والموارد الطبيعية وأدوات الإنتاج يجب أن تقع تحت السيطرة المشتركة للمجتمعات المحلية، والتي تتحد مع مجتمعات أخرى لأهداف متبادلة لا حصر لها. وهي تختلف عن اشتراكية الدولة في معارضتها لفكرة وجود أية سلطة مركزية. يفضل بعض اللاسلطويين التمييز بين الشيوعية اللاسلطوية واللاسلطوية الجمعية لكي يشددوا على الحرية المرغوب فيها بوضوح للفرد أو العائلة في امتلاك الموارد اللازمة للعيش، لكن دون أن يعنيَ هذا الحقَّ في امتلاك الموارد التي يحتاجها الآخرون.
تركز اللاسلطوية النقابية على العمال الصناعيين المنظمين الذين يستطيعون، من خلال «إضراب عام»، تجريد المُلاك من ممتلكاتهم؛ ومن ثَمَّ يحققون سيطرة عمالية على الصناعة والإدارة.
.......
نشأت اللاسلطوية السلمية بسبب كلٍّ من فكرة معاداة النظام العسكري التي صاحبت رفض الدولة ورفض اعتمادها المطلق على القوات المسلحة، وبسبب الاقتناع بأن أي مجتمع إنساني أخلاقي يعتمد على العلاقات الطيبة الحرة بين أفراده.
تركز هذه التفريعات وغيرها في الفكر اللاسلطوي على جوانب مختلفة. ما يربطها جميعًا هو رفضها للسلطة الخارجية، سواء كانت من الدولة، أو رب العمل، أو الهرميات الإدارية والمؤسسات القائمة كالمدرسة والكنيسة. ينطبق الأمر عينه على أنواع الدعاية اللاسلطوية المختلفة التي ظهرت حديثًا، كاللاسلطوية الخضراء واللاسلطوية النسوية. وهؤلاء، الذين يؤمنون بأنَّ تحرُّر الحيوان مظهر من مظاهر تحرر الإنسان، يدَّعون أن اللاسلطوية هي الأيديولوجية الوحيدة المتماشية مع أهدافهم.
......
لسنوات عدة تعرضت اقتصاداتنا الثرية لسلسلة من الحركات والحملات التي توصف بمصطلحات عامة بأنها «بيئية» أو «حفاظية» أو «خضراء» أو حتى «إيكولوجية»، والتي تلفت انتباهنا إلى الأزمات البيئية والاحترار العالمي واستنزاف الموارد غير المتجددة. يشير نقاد هذه الحملات في العالم الثري إلى أنها لا تتضمن وعيًا بأزمة فقراء العالم الثري. يعلق أمارتيا سين على المفارقة بأنه «في العالم الفقير يكون الفقراء نحيلين والأثرياء بدينين. وفي العالم الثري يكون الأثرياء نحيلين والفقراء بدينين.» وهو مؤلف دراسة شهيرة عمن يأكل وعمن يتضور جوعًا، و«عما» يأكلونه، أورد فيها نظرية «الاستحقاقات»، مُعرِّفًا إياها بأنها مجموعة من «الحزم السلعية البديلة التي يستطيع المرء المطالبة بها». تعتبر ملاحظته تذكِرة بأنه في كل مجتمع يوجد العديد من ثقافات الغذاء، والتي تحددها في نهاية المطاف مستويات الفقر والثراء. في العالم الفقير يعيش ذوو النفوذ والأثرياء وصفوتهم العسكرية ببذخ، في حين يتعرض الفقراء لسوء التغذية وأحيانًا يتضورون جوعًا. أما في العالم الثري، فتعيش أقلية فقيرة ملحوظة على «الطعام عديم القيمة الغذائية» الذي يتعفف الأثرياء عن تناوله. في بريطانيا زاد عدد الأطفال الذين ينشَئون في بيئة فقيرة بمعدل ثلاثة أضعاف بين عامَي 1968 و1998.
.......
الحرية في التعليم
علَّق محررو مجموعة مختارات شهيرة للكتابات اللاسلطوية أنه بدايةً من المنشور المدرسي الذي نشره ويليام جودوين عام 1783 ووصولًا إلى كتاب بول جودمان عام 1964 عن «التعليم الإلزامي الفاشل»: «لم تظهر حركة أخرى أيًّا كانت تخصص للمبادئ والمفاهيم والتجارب والممارسات التعليمية مثل هذا الموضع المهم في كتاباتها وأنشطتها.» نُشرت ورقة جودوين باعتبارها «بيانًا عن المدرسة المزمع افتتاحها يوم الإثنين الرابع من أغسطس، في مدينة إبسوم بمقاطعة سَري، لتعليم اثني عشر تلميذًا.» لكنها فشلت في إقناع عدد كافٍ من الآباء والأمهات، كما أن المدرسة لم تُفتتح قط. وفي هذا المنشور أعلن أن:
التعليم الحديث لا يُفسِد فقط قلوب شبابنا بالاستعباد الصارم الذي يُفرض عليهم، ولكنه أيضًا يوهن تفكيرهم، من خلال اللغة الغامضة التي يغرقهم بها في الحالة الأولى، والاهتمام الضئيل الذي يوجَّه للتوفيق بين مساعيهم وقدراتهم في الحالة الثانية. كما أضاف أنه:
لا يوجد في العالم شيء أكثر إثارة للشفقة من طفل تجده خائفًا كلما نظرت إليه، وهو يشاهد بشكٍّ قلقٍ تقلبات رأي المعلم.
يحوي كتاب لاحق لجودوين، بعنوان «المحقق» 1797، حسبما يقول كاتب سيرته الذاتية عن استحقاق «بعض أهم الأفكار وأكثرها تقدمًا التي كُتبت عن التعليم.» تعتبر كلماته الافتتاحية تأكيدًا رائعًا بأن «الهدف الحقيقي للتعليم، كهدف كل عملية أخلاقية أخرى، هو تحقيق السعادة.» ويواصل الكتاب تأكيده على حقوق الطفل ضد الافتراضات التلقائية للسلطة من جانب عالم الكبار. فمثلًا، لاحظ أن:
الأطفال، حسبما يقال، لا يتأثرون بهموم العالم، فهل لا يتأثرون بهمومهم الخاصة؟ من بين كل الهموم، فإن تلك التي تجلب معها أعظم عزاء هي هموم الاستقلالية. ليس هناك مصدر أكيد للابتهاج أكثر من الوعي بأن لي أهمية ما في هذا العالم. عادةً ما يشعر الطفل أنه نكرة. والآباء، برعايتهم الوفيرة، يهتمون كثيرًا بترسيخ هذه الذكرى المُرة. فكيف يرتقي الطفل فجأة إلى درجة منشودة من السعادة يشعر عندها بالفخر لأن من يكبرونه يثقون به ويستشيرونه؟

## نقد وتعليمات
كتب بيتر مارشال في صحيفة «الجارديان» البريطانية في 9 أبريل 2005: " اللاسلطوية هي الفوضى، والفوضى هي الإرهاب، واللاسلطوية هي العدمية. هذا هو الرأي السائد بأن هذه الكتب الحية والمثيرة للتفكير يجب أن تساعد في تبديدها. في الواقع، بعيدًا عن كونها عدمية، تمتلك اللاسلطوية مجموعة غنية من الأفكار والقيم البناءة التي جذبت كتابًا ومفكرين متنوعين مثل جودوين، وبرودون، وباكونين، وكروبوتكين، ووايلد، وتولستوي، وجولدمان، وريد، وغاندي"، يواصل الكاتب قائلاً: «صحيح أن باكونين جادل في القرن التاسع عشر بأنه من الضروري التدمير من أجل البناء، وأن عددًا قليلاً من اليائسين الذين يطلقون على أنفسهم فوضويين شاركوا في سلسلة من الاغتيالات والتفجيرات في مطلع القرن العشرين، لكن اعتداءاتهم كانت كذلك. براغيث مقارنة بتلك التي يرتكبها الملكيون والقوميون، وقبل كل شيء، الإرهابيون الذين ترعاهم الدولة. كما أشار اللاسلطويين منذ فترة طويلة، فإن الدولة هي السبب الرئيسي للعنف في العالم. في اليونانية، تعني الفوضى» بدون حاكم«. من الواضح أنه من مصلحة من هم في السلطة القول بأنه بدون حكمهم سوف تسود الفوضى. ومع ذلك، فقد عاش البشر في معظم تاريخهم حياة تعاونية وسلمية دون تدخل الحكام والجنرالات والسياسيين. كما لاحظ جودوين منذ فترة طويلة، فإن التبرير المزعوم للحكومة هو منع انعدام الأمن، لكنه في الواقع أدى فقط إلى استمرار عدم المساواة وأدى إلى أهوال لا حصر لها من العنف. على النقيض من ذلك، يعتبر المجتمع المدني نعمة على الدوام»، يتابع الكاتب ويقول: «بالنسبة لأولئك الذين ليسوا على دراية بالأناركية، فإن هذه الكتب هي بداية جيدة. تُظهر كريستي بوضوح ما يعنيه أن تكون ناشطًا أناركيًا يتعرض للمضايقة باستمرار من عملاء الدولة. عمل وارد هو تفسير أكثر تفكيرًا للاهتمامات الرئيسية للأناركية وصلتها بالألفية الجديدة. بطرقهم المختلفة، يظهرون أن هناك طريقًا ثالثًا بين رأسمالية السوق الحرة والاشتراكية الاستبدادية (اختيارين أحلاهما مرّ)».

## وصلات خارجية
https://www.hindawi.org/books/93583507/ اللاسلطوية: مقدمة قصيرة جدا
https://www.syr-res.com/article/21817.html اللاسلطوية: مقدمة قصيرة جدا
https://www.goodreads.com/en/book/show/61002 اللاسلطوية: مقدمة قصيرة جدا
https://www.goodreads.com/book/show/20876326 اللاسلطوية: مقدمة قصيرة جدا
https://books-library.net/free-306119101-download اللاسلطوية: مقدمة قصيرة جدا